# Geophilus nealotus
Geophilus nealotus är en mångfotingart som beskrevs av Chamberlin 1902. Geophilus nealotus ingår i släktet Geophilus och familjen storjordkrypare. Inga underarter finns listade i Catalogue of Life.